# آزابو ۳۲۹۰
سیارک ۳۲۹۰ (به انگلیسی: 3290 Azabu، نامگذاری:1973SZ1) سه هزار و دویست و نودمین سیارک کشف شده‌است که در ۱۹ سپتامبر ۱۹۷۳ کشف شد.
قدر مطلق سیارک برابر ۱۱٫۸۰ است.